# International Cable Protection Committee
Het International Cable Protection Committee is een groep die is gericht op het beperken van schade aan onderzeekabels.
De associatie stelt dat 95% van het transoceanische telecom- en dataverkeer worden vervoerd door  onderzeese kabels.